# Хашем
Хашем  — ім'я.

## Релігійне використання
- В юдаїзму, Господь (Літ. «івр. ім'я») використовується для позначення Бога щоб уникнути більш формального титулу Бога, Адонай (Літ «івр. Мій пан»).